# Blemus
Blemus är ett släkte av skalbaggar som beskrevs av Pierre François Marie Auguste Dejean 1821. Blemus ingår i familjen jordlöpare.
Släktet innehåller bara arten Blemus discus.